# Kopete
Kopete はマルチプロトコルな自由ソフトウェアのインスタントメッセージクライアントである。多様な環境で動作するが、KDE 用に設計され KDE に統合されている。Kopete FAQ によると、Kopete という名前はチリ語の Copete に由来し、これはアルコール飲料を指す単語である。

## プロトコル
Kopete によってユーザは以下のプロトコルに接続できる。
- Windows Live Messenger - Microsoft Messengerサービス
- Yahoo! Messenger
- XMPP（同様のGoogle トークなども利用可能) - 声に対して Jingle を使っている
- AOL Instant Messenger
- Gadu-Gadu
- GroupWise
- ICQ
- Lotus Sametime - Meanwhile プラグインを通して
- Skype（非推奨） - （Kopete Skype を通じて）
- Winpopup - Windows の古いネットワークメッセンジャーサービス
- Bonjour
- Facebook
- ショートメッセージサービス (SMS)

## 機能
- タブを利用したグルーピング
- 複数のアカウントを、複数のサービスで利用可能
- KAddressBook、Kmailとの連携機能
- 会話をログに記録
- エモーションアイコン、通知機能などのカスタマイズ

## プラグイン
標準で含まれている Kopete のプラグインは以下に示す通りである。
- KopeTex
- ウェブプレゼンス
- エイリアス
- コンタクトメモ
- テキスト効果
- ネットミーティング
- ブックマーク
- 暗号化
- 強調
- 自動置換
- 接続状況
- 統計
- 翻訳ソフト
- 履歴

## IRCのサポートについて
KDE 4.0 でサポートされず。ただし、Subversion リポジトリ内で作業は続いている。